# Loisy (Saône-et-Loire)
Pour les articles homonymes, voir Loisy.
Loisy est une commune française située dans le département de Saône-et-Loire, en région Bourgogne-Franche-Comté.

## Géographie
Loisy fait partie de la Bresse louhannaise.
La commune est bordée au sud-est par la Seille, qui délimite la commune et ses voisines Jouvençon (à l'est) et Brienne (au sud).

### Communes limitrophes
Les communes limitrophes de Loisy sont au nombre de six, toutes situées dans le canton de Cuisery.

### Héraldique
| Blason de Loisy | Blason  | De gueules à la fasce ondée abaissée d'argent, surmontée d'une tour d'or. |
| Blason de Loisy | Détails | Le statut officiel du blason reste à déterminer.                          |

### Climat
Pour des articles plus généraux, voir Climat de la Bourgogne-Franche-Comté et Climat de Saône-et-Loire.
En 2010, le climat de la commune est de type climat océanique dégradé des plaines du Centre et du Nord, selon une étude du Centre national de la recherche scientifique s'appuyant sur une série de données couvrant la période 1971-2000. En 2020, Météo-France publie une typologie des climats de la France métropolitaine dans laquelle la commune est exposée à un climat semi-continental et est dans la région climatique Bourgogne, vallée de la Saône, caractérisée par un bon ensoleillement (1 900 h/an), un été chaud (18,5 °C), un air sec au printemps et en été et des vents faibles.
Pour la période 1971-2000, la température annuelle moyenne est de 11,5 °C, avec une amplitude thermique annuelle de 18,2 °C. Le cumul annuel moyen de précipitations est de 952 mm, avec 11,2 jours de précipitations en janvier et 7,5 jours en juillet. Pour la période 1991-2020, la température moyenne annuelle observée sur la station météorologique de Météo-France la plus proche, « Romenay », sur la commune de Romenay à 9 km à vol d'oiseau, est de 11,8 °C et le cumul annuel moyen de précipitations est de 983,9 mm. 
La température maximale relevée sur cette station est de 40,7 °C, atteinte le 12 août 2003 ; la température minimale est de −19,5 °C, atteinte le 17 janvier 1985,,.
Les paramètres climatiques de la commune ont été estimés pour le milieu du siècle (2041-2070) selon différents scénarios d'émission de gaz à effet de serre à partir des nouvelles projections climatiques de référence DRIAS-2020. Ils sont consultables sur un site dédié publié par Météo-France en novembre 2022.

## Urbanisme

### Typologie
Au 1er janvier 2024, Loisy est catégorisée commune rurale à habitat dispersé, selon la nouvelle grille communale de densité à sept niveaux définie par l'Insee en 2022.
Elle est située hors unité urbaine. Par ailleurs la commune fait partie de l'aire d'attraction de Tournus, dont elle est une commune de la couronne,. Cette aire, qui regroupe 14 communes, est catégorisée dans les aires de moins de 50 000 habitants,.

### Occupation des sols
L'occupation des sols de la commune, telle qu'elle ressort de la base de données européenne d’occupation biophysique des sols Corine Land Cover (CLC), est marquée par l'importance des territoires agricoles (72,1 % en 2018), en diminution par rapport à 1990 (74 %). La répartition détaillée en 2018 est la suivante : prairies (31,4 %), forêts (22,5 %), terres arables (22,3 %), zones agricoles hétérogènes (18,3 %), zones urbanisées (3,5 %), milieux à végétation arbustive et/ou herbacée (1,9 %). L'évolution de l’occupation des sols de la commune et de ses infrastructures peut être observée sur les différentes représentations cartographiques du territoire : la carte de Cassini (XVIIIe siècle), la carte d'état-major (1820-1866) et les cartes ou photos aériennes de l'IGN pour la période actuelle (1950 à aujourd'hui).

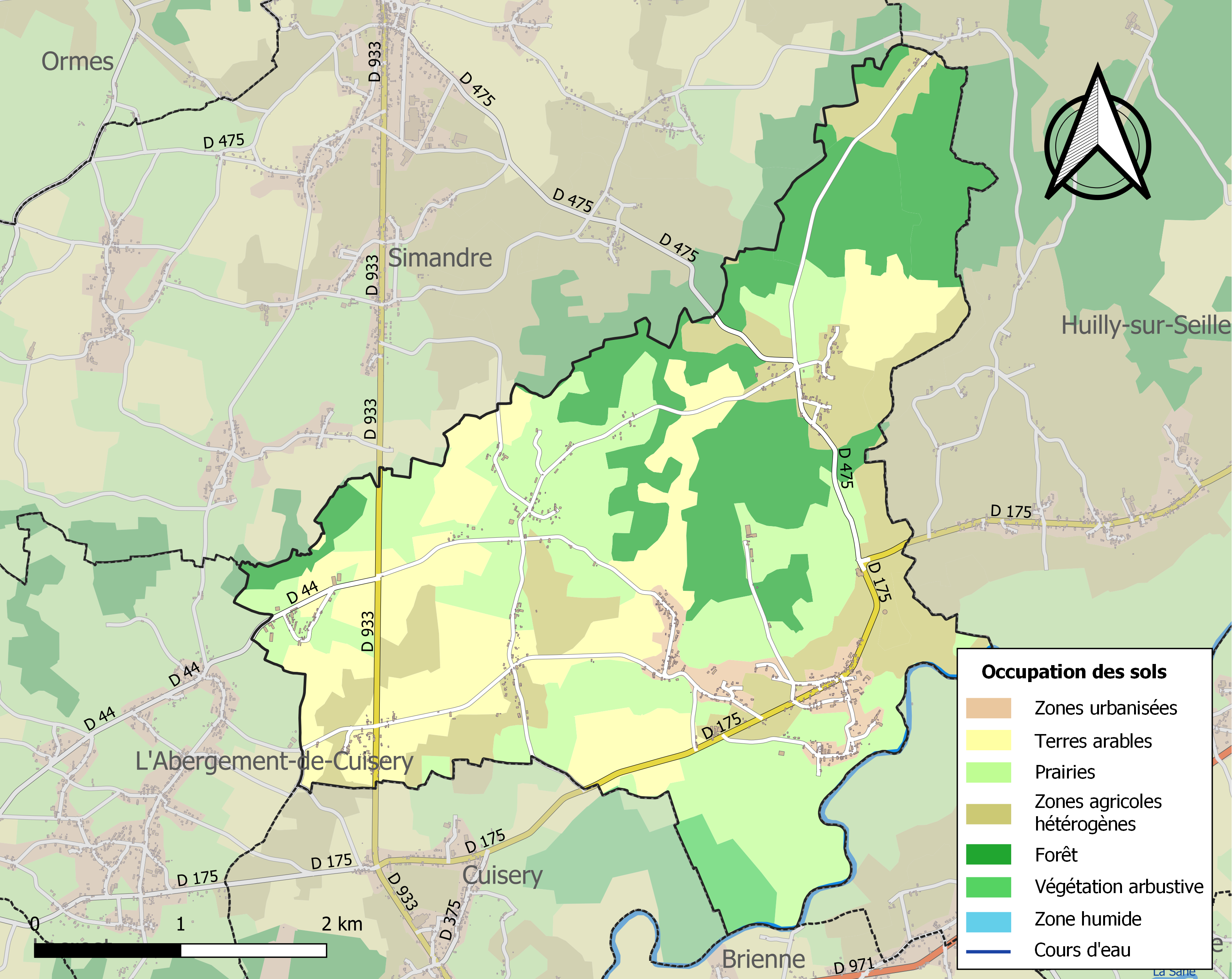
Carte des infrastructures et de l'occupation des sols de la commune en 2018 (CLC).

## Toponymie
Le nom de la localité est attesté sous les formes Castrum Loziaci (950) ; Losiaco (993-1032) ; « In Cabilonensi pago… aecclesiam… in honore Sancti-Martini dicatam… in villa quae Lausiacum vocatur… » (vers 1015) ; Pedagium de Loysia (1727) ; Castrum Loysiaci (1287) ; Loisey (1365) ; Yolande de Loysiez (1366) ; Losy (1386) ; Loisie (1394) ; Loiseyum (XIVe siècle) ; Loysi en Breisse (1473) ; Loisel (1476) ; Loisy (1490) ; Loizy (1551) ; Loysy (1666) ; Loisy (1760).

Gérard Taverdet avance l'hypothèse que les toponymes Loisy, forme ancienne Loisia , ne sont pas des domaines de Lautius, mais des « lieux marécageux ».

## Histoire
L'histoire du testament de Louis XIV passe par Loisy où il fut caché pendant 100 ans : daté du 13 avril 1715, il fut complété de plusieurs codicilles, Louis XIV décède le 1er septembre 1715 ; le testament est détourné et reste dans les archives de la famille d'Orléans jusqu'en 1790. Puis Philippe Égalité le confie à Charles Gilbert de la Chapelle qui sera guillotiné en 1793 et en 1827, sa veuve cache le testament au château de Loisy où il est retrouvé en 1927.

## Politique et administration

### Tendances politiques et résultats

#### Élections présidentielles
Le village de Loisy place en tête à l'issue du premier tour de l'élection présidentielle française de 2017, Marine Le Pen (RN) avec 30,75 % des suffrages. Mais lors du second tour, Emmanuel Macron (LaREM) est en tête avec 55,43 %.

#### Élections législatives
Le village de Loisy faisant partie de la quatrième circonscription de Saône-et-Loire, place en tête lors du 1er tour des élections législatives françaises de 2017, Stéphane Gros (LR) avec 22,83 % des suffrages. Mais lors du second tour, il s'agit de Cécile Untermaier (PS) qui arrive en tête avec 53,30 % des suffrages.
Lors du 1er tour des élections législatives françaises de 2022, Cécile Untermaier (PS), députée sortante, arrive en tête avec 32,75 % des suffrages comme lors du second tour, avec cette fois-ci, 55,98 % des suffrages.

#### Élections régionales
Le village de Loisy place la liste « Pour une Région qui vous Protège » menée par Julien Odoul (RN) en tête, dès le 1er tour des élections régionales de 2021 en Bourgogne-Franche-Comté, avec 27,52 % des suffrages. Mais lors du second tour, les habitants décideront de placer la liste de « Notre Région Par Cœur » menée par Marie-Guite Dufay, présidente sortante (PS) en tête, avec cette fois-ci, près de 40,37 % des suffrages. Devant les autres listes menées par Julien Odoul (RN)  en seconde position avec 28,57 %, Gilles Platret (LR), troisième avec 27,33 % et en dernière position celle de Denis Thuriot (LaREM) avec 3,73 %. Il est important de souligner une abstention record lors de ces élections qui n'ont pas épargné Le village de Loisy avec lors du premier tour 68,74 % d'abstention et au second, 66,20 %.

#### Élections départementales
Le village de Loisy faisant partie du canton de Cuiseaux place le binôme de Frédéric Cannard (DVG) et Sylvie Chambriat (DVG), en tête, dès le 1er tour des élections départementales de 2021 en Saône-et-Loire avec 41,89 % des suffrages. Lors du second tour, les habitants décideront de placer de nouveau le binôme de Frédéric Cannard (DVG) et Sylvie Chambriat (DVG), en tête, avec cette fois-ci, près de 57,42 % des suffrages. Devant l'autre binôme menée par Sébastien Fierimonte (DIV) et Carole Rivoire-Jacquinot (DIV) qui obtient 42,58 %. Il est important de souligner une abstention record lors de ces élections qui n'ont pas épargné le village de Loisy avec lors du premier tour 68,74 % d'abstention et au second, 66 %.

### Liste des maires de Loisy
| Période                                  | Période   | Identité        | Étiquette | Qualité    |
| ---------------------------------------- | --------- | --------------- | --------- | ---------- |
| mars 2001                                | mars 2008 | Paul Meunier    |           |            |
| mars 2008                                | mars 2014 | François Boulay |           |            |
| mars 2014                                | en cours  | Isabelle Bajard | DVD       | Professeur |
| Les données manquantes sont à compléter. |           |                 |           |            |

## Jumelage
Loisy figure parmi les quinze premières communes de Saône-et-Loire à avoir établi – puis officialisé – des liens d'amitié avec une localité étrangère.

## Démographie
L'évolution du nombre d'habitants est connue à travers les recensements de la population effectués dans la commune depuis 1793. Pour les communes de moins de 10 000 habitants, une enquête de recensement portant sur toute la population est réalisée tous les cinq ans, les populations de référence des années intermédiaires étant quant à elles estimées par interpolation ou extrapolation. Pour la commune, le premier recensement exhaustif entrant dans le cadre du nouveau dispositif a été réalisé en 2007.

En 2022, la commune comptait 686 habitants, en évolution de +6,52 % par rapport à 2016 (Saône-et-Loire : −1,06 %, France hors Mayotte : +2,11 %).
| 1793 | 1800  | 1806  | 1821  | 1831  | 1836  | 1841  | 1846  | 1851  |
| ---- | ----- | ----- | ----- | ----- | ----- | ----- | ----- | ----- |
| 887  | 1 042 | 1 031 | 1 058 | 1 122 | 1 100 | 1 089 | 1 113 | 1 136 |

| 1856  | 1861  | 1866  | 1872  | 1876  | 1881  | 1886  | 1891  | 1896  |
| ----- | ----- | ----- | ----- | ----- | ----- | ----- | ----- | ----- |
| 1 100 | 1 125 | 1 083 | 1 148 | 1 176 | 1 089 | 1 082 | 1 055 | 1 023 |

| 1901  | 1906  | 1911  | 1921 | 1926 | 1931 | 1936 | 1946 | 1954 |
| ----- | ----- | ----- | ---- | ---- | ---- | ---- | ---- | ---- |
| 1 020 | 1 041 | 1 014 | 880  | 824  | 808  | 783  | 715  | 659  |

| 1962 | 1968 | 1975 | 1982 | 1990 | 1999 | 2006 | 2007 | 2012 |
| ---- | ---- | ---- | ---- | ---- | ---- | ---- | ---- | ---- |
| 644  | 590  | 523  | 505  | 489  | 530  | 553  | 556  | 610  |

| 2017 | 2022 | - | - | - | - | - | - | - |
| ---- | ---- | - | - | - | - | - | - | - |
| 651  | 686  | - | - | - | - | - | - | - |

## Personnages
- Simon Plissonnier (1847-1931), homme politique né à Loisy, député de l'Isère.
- Le lieutenant-colonel Charles-Gilbert de La Chapelle, mort à Saint-Ythaire (Saône-et-Loire) le 15 avril 2000 à l'âge de 86 ans.

## Lieux et monuments
- Château de Loisy.

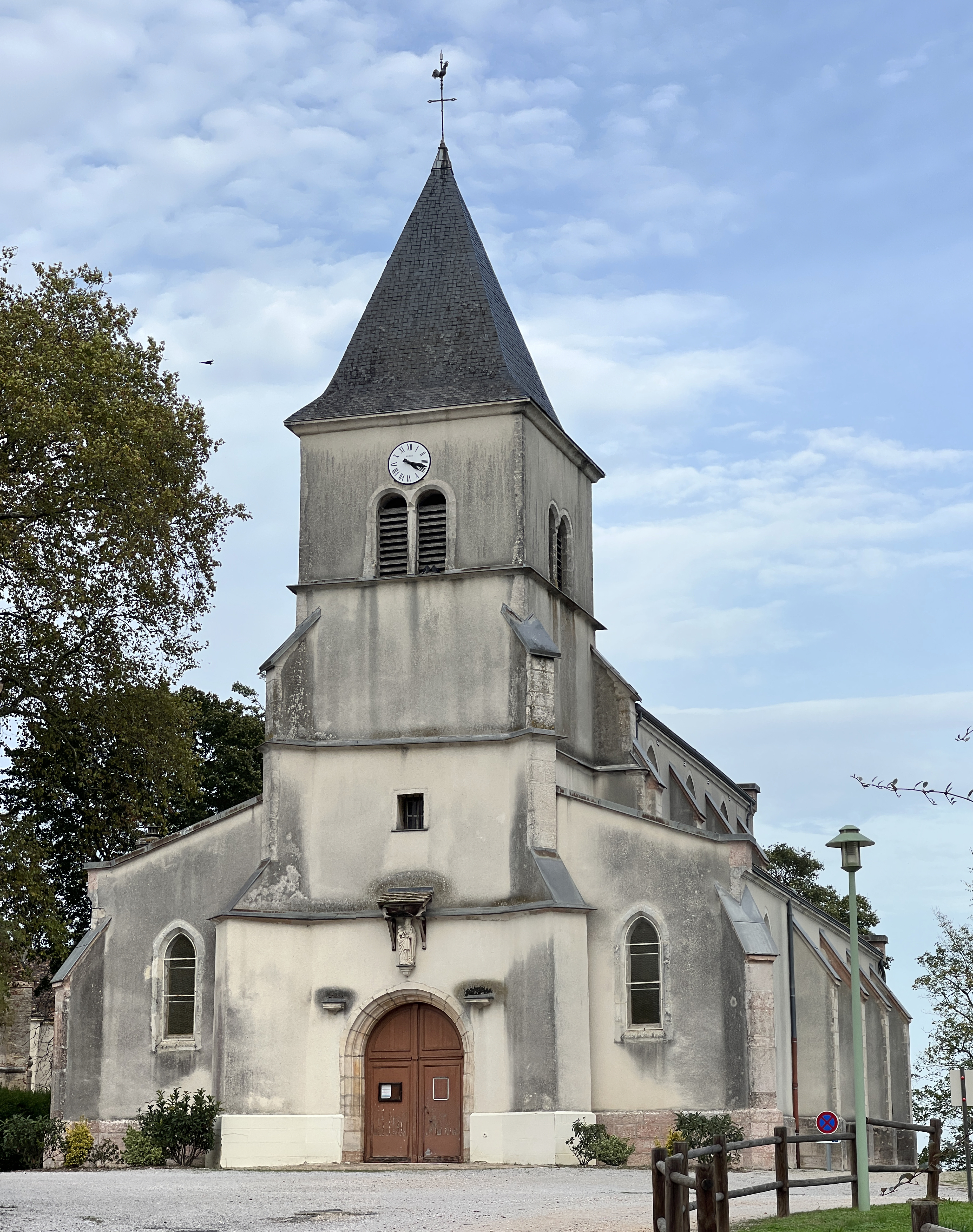
Église Saint-Martin.

- En contrebas du village et du château : le site d'une ancienne motte castrale, dite motte de Loisy, qui fut fouillé de 1966 à 1975 par le Groupement archéologique du Mâconnais (GAM)[25].
- Hameau de Votentenay (ou Votantenay, Vautantenet, Votentenet, Votentenayoux).
- Croix Petitjean construite en 1751. Sur le socle un blason très dégradé ressemble à celui des Petitjean. Un cercle de métal est gravé d'une date et des initiales « EG » laissant supposé quelle aurait été élevée par Émiland Gauthey.
- Maison Petitjean.
- Pierre Napoléon, vestige d'un ancien monument dédié à Napoléon Bonaparte[26].

## Pour approfondir